# Jesús Barrios
Jesús Alberto Barrios Alvarez (ur. 1 października 1961) – piłkarz kolumbijski grający na pozycji napastnika. Uczestnik turnieju Copa America 1983 rozgrywanego w Urugwaju.